# Allotrypes mandibularis
Allotrypes mandibularis is een keversoort uit de familie mesttorren (Geotrupidae). De wetenschappelijke naam van de soort werd in 1896 gepubliceerd door Edmund Reitter.